# HMS Oxley
El HMS Oxley fue un submarino de clase Odín que sirvió en la Marina Real Australiana con el nombre de HMAS Oxley y posteriormente en la Marina Real Británica como HMS Oxley. Tuvo un desgraciado final ya que fue torpedeado por error por el HMS Triton, otro submarino británico, convirtiéndose así en el primer submarino hundido de y por la Royal Navy.

## Construcción y entrada en servicio en laRoyal Australian Navy
Fue construido por Vickers-Amstrong Limited en Inglaterra desde marzo de 1925 y botado el 30 de junio de 1926, siendo comisionado el 1 de abril de 1927.
El Oxley y su gemelo, el HMAS Otway, salieron de Inglaterra en dirección Malta el 8 de febrero de 1928. Estuvieron allí hasta noviembre de ese mismo año, cuando finalmente zarparon en dirección Australia, llegando a Sídney el 14 de febrero de 1929. 
La carrera del Oxley en la marina australiana se limitó al patrullaje en aguas de Nueva Gales del Sur, pues fue retirado del servicio y pasado a la reserva el 10 de mayo de 1930.

## Entrada en servicio en laRoyal Navy
El Oxley realizaba maniobras cada dos semanas hasta el 9 de abril de 1931, cuando el submarino fue puesto otra vez en servicio para transferirlo a la Royal Navy. Fue puesto nuevamente en servicio, ahora ya bajo pabellón británico y con su nueva denominación de HMS Oxley, el 10 de abril de 1931. El 29 de abril el Oxley y el Otway, también transferido a la Royal Navy, zarparon de Sídney para volver nuevamente a Malta. Tras estallar la Segunda Guerra Mundial, el Oxley fue asignado al patrullaje de las costas de Noruega.

### Hundimiento
El 10 de septiembre de 1939 el Oxley y el Triton, otro submarino británico, este de la clase T, patrullaban la costa de Noruega y estaban permanentemente en contacto. El capitán del Tritón, el teniente de navío H.P. De C. Steele, divisó un submarino cuando se encontraba a, aproximadamente, 28 millas náuticas al sursureste de Stavanger (Noruega). Teóricamente no tenía que ser el Oxley, ya que era la zona que se le había asignado al Triton. Pese a todo el teniente, pensando que podía ser el Oxley, dio órdenes para que se hicieran las señales oportunas de identificación, incluida una bengala verde. Ninguna respuesta se recibió desde el otro sumergible. Asumiendo que se trataba de un submarino enemigo, Steele ordenó el ataque y el Tritón lanzó dos torpedos. El submarino, que efectivamente se trataba del Oxley y que por un error de navegación se había introducido cuatro millas en el área del Tritón, fue alcanzado de lleno y se hundió. Sólo hubo dos supervivientes, que fueron posteriormente recogidos por el Tritón, uno de los cuales era el capitán del Oxley, el teniente de navío Harold Godfrey Bowerman, que pudo sobrevivir, por lo que parece, porque se encontraba en el puente de mando intentando enviar una señal de respuesta que no llegó a tiempo.
Así, el HMS Oxley tuvo el desafortunado honor de ser el primer submarino hundido durante la Segunda Guerra Mundial por la Marina Real británica y a la vez, el primer submarino hundido de la Marina Real británica durante la citada contienda.